# مود کگ
مود کگ (۱۹۰۴–۱۹۹۶) نویسنده، هنرمند مردمی و مفسر فرهنگی اوجیبوا از مینه‌سوتا بود. او از اعضای قبیله میله‌لاک از قبیله چیپوا مینه‌سوتا بود.

## نام
او در شهرستان کرو وینگ، مینه‌سوتا به دنیا آمد. مود الن میچل. یکی از نام‌های بود. نام دیگرش به زبان اوجیبوا ناواکامیگوکوه‌وه بود، که به معنی «بانوی وسط زمین» یا «زن متمرکز بر زمین» است.

## زندگی اولیه
مود میچل در اوت ۱۹۰۴ در یک ویگوام تاریک در شهرستان کراوینگ، مینه‌سوتا، نزدیک دریاچه پورتاژ و چند مایل شمال‌غرب دریاچه میله‌لاک به دنیا آمد. والدین او چارلز میچل، یکی از اعضای مردم غیرقابل جابجایی میله‌لاک از سیستم قبیله‌ای آنی‌شیناابه بود، و همسرش، نانسی پاین. مود به نام عموی مادری خود، گیچی-میزکو-گیژیگ، که به نام جورج پاین نیز شناخته می‌شد، نام‌گذاری شد. او در دوران کودکی‌اش با عمه‌هایش مری و سارا پاین، پدرش، مادربزرگش و برادر مادربزرگش، و دایی‌اش و همسرش زندگی می‌کرد.
به دلیل مرگ مادرش هنگام زایمان، مود میچل توسط مادربزرگ مادری‌اش، مارگارت پاین (که در زبان اوجیبوا به نام آکگوان شناخته می‌شود) بزرگ شد.
او زبان انگلیسی را از عمه‌ها و همسایگان سفیدپوست خود در سنین پایین آموخت.
در زمستان خانواده‌اش در یک خانه زندگی می‌کردند، اما در سایر فصول سال به‌طور سنتی به چرخه فصلی مردم آنی‌شیناابگ می‌پی‌بردند. در بهار به ایسکیگامیزیگانینگ، یا درخت افرا می‌رفتند. در تابستان در کنار مزارع برنج وحشی کمپ می‌زدند. آن‌ها با پای پیاده، اسب یا قایق‌های پوست درخت توسکا سفر می‌کردند.
کگ تاریخ تولد خود را ۲۶ اوت انتخاب کرد، زیرا تاریخ دقیق تولدش مشخص نبود.
او دوره هشتم مدرسه را در مدرسه محلی شهرستان اسدون به پایان رساند و تنها کودک بومی بود که در آن مدرسه تحصیل می‌کرد.
او در سال ۱۹۱۷ در یک مراسم میدوئیوین با کارگر مزرعه مارتین کگ آشنا شد. آن‌ها در سال ۱۹۲۰ به‌طور سنتی به ازدواج پرداختند و دوباره در سال ۱۹۲۲ در یک مراسم کلیسایی ازدواج کردند. آن‌ها در سال ۱۹۴۲ به همراه فرزندانشان به شاه-بوش-کنگ پوینت در میله‌لاک نقل مکان کردند و دوباره در سال ۱۹۶۰ به نقطه‌ای در داخل‌تر از دریاچه رفتند. مارتین کگ در سال ۱۹۶۸ درگذشت. آن‌ها با هم یازده فرزند داشتند.

## شغل
در سال ۱۹۶۸ کگ به عنوان راهنما در پست تجاری و موزه‌ای که اکنون بخشی از سازمان تاریخ مینه‌سوتا است، شروع به کار کرد.
کگ خود به عنوان نویسنده فعالیت نمی‌کرد، بلکه داستان‌هایش را برای دیگران روایت می‌کرد، به ویژه جان دی. نیکولز که این داستان‌ها را به زبان‌های انگلیسی و او جیبوا منتقل می‌کرد.
در «دریاچه پورتاژ»، کگ خاطرات دوران کودکی خود را که در آن با بستگان زن خود کار می‌کرد، نقل می‌کند.
او بسیاری از سنت‌های اوجیبوا را از جمله تکنیک‌های کشاورزی مانند چگونگی برداشت و پردازش برنج وحشی در نواحی شمالی دریاچه‌ها و ساخت شربت افرا حفظ کرد. او یکی از آخرین استادان زبان اوجیبوا بود و به زبان‌شناسان داده‌های ویژه‌ای در مورد اصطلاحات و زبان اوجیبوا ارائه داد، به ویژه در قالب فرهنگ لغت مختصر اوجیبوا مینه‌سوتا که در سال ۱۹۹۵ منتشر شد.
کگ برای سال‌ها در سازمان تاریخ مینه‌سوتا در میله‌لاک کار می‌کرد. او به عنوان راهنما و راهنمای تور فعالیت می‌کرد و در ایجاد یک مدل بزرگ از زندگی فصلی اوجیبوا کمک کرد و هر اثر هنری در نمایشگاه را ساخت.
او در کار با مروارید مهارت فوق‌العاده‌ای داشت و در طراحی‌های گلدار اوجیبوا و تکنیک‌های بافندگی هندسی مروارید استاد بود. او قادر بود کیسه‌های بندولی سنتی کاملاً مرواریددوزی شده‌ای بسازد که معمولاً توسط رهبران قبیله‌ای پوشیده می‌شد.
او آثارش را در مجموعه هنرهای دستی مؤسسه اسمیتسونیان به نمایش گذاشت. نمایشگاه «گمشده و یافته: هنر بومی آمریکایی، ۱۹۶۵–۱۹۸۵» که توسط فدراسیون هنرهای آمریکا برگزار شد، یکی از بندولی‌های مرواریددوزی شده او را به نمایش گذاشت.